# Radio Damaskus

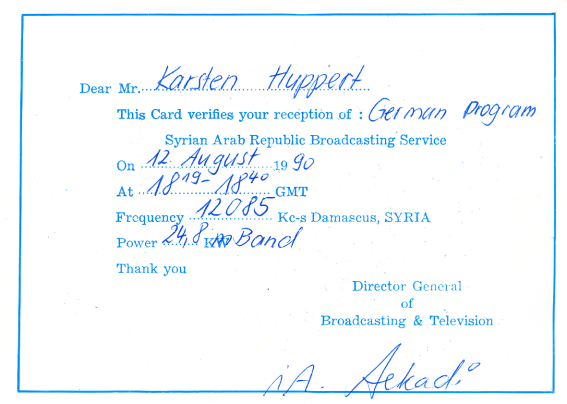
QSL-Karte (1990)

Radio Damaskus ist die deutschsprachige Bezeichnung für den Hörfunkbereich der staatlichen syrischen Rundfunkgesellschaft ORTAS (ehemals RTV Syria), insbesondere für dessen fremdsprachige Sendungen (englisch Syrian Foreign Radios; arabisch الإذاعات العربية والأجنبية al-Idhāʿāt al-ʿarabīya wa-'l-adschnabīya; nicht zu verwechseln mit dem arabischsprachigen ORTAS-Hörfunksender إذاعة دمشق Idhāʿa Dimaschq ‚Radio Damascus‘).
Radio Damaskus sendet seit 1957 auch deutschsprachige Programme. Die Sendungen wurden damals jedoch nur über Mittelwelle ausgestrahlt und waren so offenbar für Hörer in der Region, möglicherweise die deutschsprachigen Einwanderer in Israel, bestimmt. 1968 begann eine Ausstrahlung auch der deutschsprachigen Sendungen über Kurzwelle.
Radio Damaskus sendet täglich neben einer einstündigen Sendung auf Deutsch (21–22 Uhr, Wiederholung 14–15 Uhr Damaszener Zeit) auch je zwei Stunden auf Englisch (23–01, 03–04/09–10, 15–17 Uhr) und Türkisch (18–20, 04–06 Uhr), anderthalb Stunden auf Hebräisch (06–07³⁰, 12–13³⁰ Uhr) sowie je eine Stunde auf Russisch (20–21, 07³⁰–08/13³⁰–14, 17–18 Uhr), Französisch (22–23, 08–09 Uhr), Spanisch (01–02, 11–12 Uhr) und Arabisch (02–03, 10–11 Uhr; Stand: Ende 2023). Für Sendesprachen stehen offenbar auch die Buchstaben ƎEFGHRTP im Logo des Senders (Ǝ = Arabisch; P = ehemals Portugiesisch?).
Nach dem Abriss der Kurzwellenmasten verbreitet Radio Damaskus sein Programm weiterhin über das Internet. Podcasts der täglichen Sendungen in Englisch, Deutsch, Französisch, Hebräisch, Russisch, Spanisch und Türkisch sind über Links auf der Website und über SoundCloud zu hören.
Diese Auslandssendungen wurden vereinzelt auch über die Mittelwellensender verbreitet. Diese werden, neben FM (UKW), auch in Ansagen der Station genannt. Die Frequenzen lauten: 567 kHz sowie 666 kHz aus Adra / Damascus. In den Abendstunden reichte die unmittelbar vor der Mittelmeerküste bei Tartus betriebene 300 kW starke und kräftig modulierte Frequenz 783 kHz mit dem arabischsprachigen Programm „Idhāʿa Dimaschq“ auch nach Mitteleuropa. Je nach Ausbreitungsbedingungen waren die Ausstrahlungen dank der fast völlig freien Frequenz in Deutschland teilweise sehr gut hörbar. Im Jahr 2020 wurde die Ausstrahlung auf dieser Frequenz eingestellt und die beiden abgespannten Sendemasten 2022 abgerissen.